# Jaroslav Kepka
Jaroslav Kepka (ur. 14 sierpnia 1935 w Pradze, zm. 24 kwietnia 2019 tamże) – czeski aktor teatralny.
Ukończył studia na Wydziale Teatralnym Akademii Sztuk Scenicznych w Pradze. Związał się z teatrem na Vinohradach. 
Pracował także w dubbingu. W 2003 roku otrzymał nagrodę Františka Filipovskiego za całokształt dorobku w tej dziedzinie.
W 2005 roku otrzymał nagrodę Senior Prix od  fundacji Život.